# Chamaetylas poliophrys
Chamaetylas poliophrys é uma espécie de ave da família Muscicapidae.
Pode ser encontrada nos seguintes países: Burundi, República Democrática do Congo, Ruanda e Uganda.
Os seus habitats naturais são: regiões subtropicais ou tropicais húmidas de alta altitude.